# Тёрнер, Билли Ли (ботаник)
Билли Ли Тёрнер (22 февраля 1925 — 27 мая 2020) — американский ботаник, описавший множество видов семенных растений. Директор-эмерит гербария и ботанической исследовательской программы в Техасском университете в Остине. Отец географа Билли Ли Тёрнера.

## Научная деятельность
Билли Ли Тёрнер специализировался на семенных растениях, в особенности сложноцветных и бобовых.